# Saco dos Limões
O Saco dos Limões é um bairro de Florianópolis. Politicamente, está classificado como um Sub-Distrito da Sede do Município.
É considerado uma Área Prioritária para Operação Urbana Consorciada, de acordo com o plano diretor municipal.

## Geografia
O bairro consiste em uma planície costeira banhada por uma enseada da Baía Sul. Está cercado por morros dos maciços da Cruz e da Costeira. Em razão de estar voltado para o Sul, os ventos são predominantes no local, de forma que, no inverno, as temperaturas são mais baixas, se comparadas às das comunidades próximas.
É banhado pela praia de mesmo nome, que tem início no lado Sul da Ponta do Saco e termina junto a foz do riacho da Gema do Ovo no Canto do Saco. Trata-se de uma praia argilo lodosa, que apresenta uma constituição de mangue, com 1.350 metros de extensão e largura de 2 a 28 metros
Tem ela como principal uso servir de acesso ao mar pelos pescadores, para a pesca do camarão e da coleta do berbigão. Existe no local grande quantidade de berbigão, e sua coleta é procedida, principalmente por mulheres. Em função da pesca, surgiram, ao longo dela, muitos ranchos de pescadores para guarda de seus apetrechos e de embarcações. Contudo, pescadores profissionais, não alcançam uma dúzia, sendo os demais amadores para complementação de renda familiar e pratica esportiva.
Seu traçado urbano caracteriza-se por basicamente uma rua principal, a partir da qual saem ruas secundárias, em "espinha de peixe". Em uma pequena área junto ao Morro do Caieira, existe um loteamente antigo, com traçado retangular.
Atualmente destaca-se a grande alteração na paisagem do bairro, promovida por força das necessidades viárias. Com o aterro para a construção da avenida Prefeito Waldemar Vieira, a praia já sofrera grande mudança. Atualmente, com mais um aterro, agora para a implantação da Via Expressa Sul, a paisagem da antiga praia, onde algumas canoas e redes eram abrigadas em rústicos ranchos e onde se coletava berbigão e camarão, desapareceu.
A construção da Via Expressa Sul, a partir de 1996, mudou o perfil do bairro, aumentando a área da sua planície costeira e distanciando as construções do mar. Os tradicionais ranchos de pescadores foram demolidos para dar lugar a um aterro hidráulico. Uma nova praia, produzida pelo aterro mecânico está redefinindo a paisagem da orla do Saco dos Limões.

## Histórico
A colonização da comunidade remonta ao final do século XVIII. O Saco dos Limões, desde a época da colonização, foi local de interesse, onde se plantavam laranjas, limões, mandiocas e café sombreado em abundância.
Os viajantes estrangeiros que fundeavam na Baía Sul e que alcançavam aquela região litorânea usando pequenas embarcações de exploração da costa, ou mesmo percorrendo trilhas, registraram a excelente qualidade das frutas da terra, considerando as laranjas "talvez as melhores do mundo". Um deles, considerou as laranjas tão boas quanto as da China! Mas também elogiou as limeiras, limoeiros, goiabeiras, palmitos, bananeiras e outros frutos da terra.
Segundo Nereu Corrêa, o limão era fruta muito procurada pelas embarcações, com a finalidade de preparar refresco e xarope para a prevenção do escorbuto. Assim, acostumaram-se as tripulações dos navios a comprar limões e outros vegetais frescos no Saco dos Limões.
Virgílio Várzea registrou, no início do século XX, as mais importantes atividades econômicas da região, basicamente extrativista e com muito pouco de agricultura de subsistência. Destacou primeiro a produção da cal, a partir das caieiras (destruindo sambaquis), a pesca e, em seguida, o cultivo da mandioca, do café e da cana de açúcar, apenas para o consumo local.
Também muito importantes foram os primeiros caminhos em direção ao sul da Ilha de Santa Catarina, que atravessavam terras do Saco dos Limões. Uma rede de estradas que do Saco dos Limões partiam para o interior, além da estrada que pelo litoral seguia para "Prejibaé", rio Tavares, Ribeirão, etc., mais duas outras de rodagem - destacando-se - a da Carvoeira e a do Pantanal: a primeira percorrendo toda a colina do seu nome e indo findar à freguesia da Trindade; a segunda atravessando o arraial de que tomava a denominação, até aos morros do Córrego Grande, onde se bifurca voltando à esquerda para Trás do Morro (Trindade) e, à direita, para o Morro da Lagoa ou do Padre Doutor, onde vai terminar em atalho.
Em 29 de novembro de 1902, o Bispo Dom José de Camargo Barros, da Diocese de Curitiba (à qual estava ligada Florianópolis) concedeu ordem para a instalação de uma Capela sob a invocação de Nossa Senhora da Boa Viagem, que, em 1904, foi benzida e inaugurada.
No entanto, somente em 1960 foi dada a autorização para a construção da Igreja Matriz da Paróquia da Nossa Senhora da Boa Viagem, que foi instalada com a realização da sua primeira missa, em 28 de outubro de 1962.